# Гонсалес, Иван Дарио
Иван Дарио Гонсалес Гонсалес (исп. Iván Darío González González; род. 14 августа 1987, Колумбия) — колумбийский легкоатлет, специалист по бегу на средние и длинные дистанции, марафонец. Выступает за сборную Колумбии по лёгкой атлетике с 2011 года, чемпион Южноамериканских игр, серебряный и бронзовый призёр Игр Центральной Америки и Карибского бассейна, обладатель бронзовой медали первенства Южной Америки, участник летних Олимпийских игр в Токио.

## Биография
Иван Дарио Гонсалес родился 14 августа 1987 года.
Впервые заявил о себе в лёгкой атлетике на международном уровне в сезоне 2011 года, когда вошёл в состав колумбийской национальной сборной и выступил на чемпионате Южной Америки по кроссу в Асунсьоне, где на дистанции 12 км выиграл бронзовую медаль. Также в этом сезоне финишировал шестым в беге на 1500 метров на южноамериканском чемпионате в Буэнос-Айресе, бежал 1500 и 5000 метров на чемпионате Центральной Америки и Карибского бассейна в Маягуэсе — занял в этих дисциплинах шестое и пятое места соответственно.
В 2012 году на иберо-американском чемпионате в Баркисимето показал 13-й результат на дистанции 1500 метров и пятый результат на дистанции 5000 метров.
В 2014 году на иберо-американском чемпионате в Сан-Паулу был седьмым и восьмым в беге на 1500 и 3000 метров соответственно. На Играх Центральной Америки и Карибского бассейна в Веракрусе получил серебро в дисциплине 5000 метров и бронзу в дисциплине 10 000 метров.
На чемпионате Южной Америки 2015 года в Лиме показал на 5000-метровой дистанции девятый результат.
В 2016 году на иберо-американском чемпионате в Рио-де-Жанейро стал шестым и девятым в дисциплинах 3000 и 5000 метров соответственно.
В 2017 году на чемпионате Южной Америки в Асунсьоне взял бронзу в беге на 5000 метров, тогда как в беге на 10 000 метров сошёл с дистанции. На Боливарианских играх в Санта-Марте в дисциплине 5000 метров пришёл к финишу седьмым.
В 2018 году на Южноамериканских играх в Кочабамбе занял пятое место в беге на 5000 метров и одержал победу в беге на 10 000 метров. На Играх Центральной Америки и Карибского бассейна в Барранкилье в тех же дисциплинах был четвёртым и третьим соответственно.
В 2019 году стал финалистом на чемпионате Южной Америки в Лиме и на Панамериканских играх в Лиме.
В октябре 2020 года с результатом 1:02:31 занял 48-е место на чемпионате мира по полумарафону в Гдыне, а в декабре показал время 2:11:07 на Валенсийском марафоне.
Выполнив олимпийский квалификационный норматив (2:11:30), удостоился права защищать честь страны на летних Олимпийских играх в Токио — здесь в марафоне сошёл с дистанции после 30-ти километров.